# Yves Lafontaine (médias)
Cet article concerne le journaliste, éditeur et cinéaste québécois. Pour le musicien, luthier et écrivain québécois, voir Yves Lafontaine.
Pour les articles homonymes, voir Lafontaine.
Yves Lafontaine, né à Montréal en 1965, est un journaliste, éditeur et cinéaste québécois.

## Biographie
Il a fait des études au Collège de Montréal (1977-82) et au Collège André-Grasset (1982-84), et des études universitaires à HEC Montréal (1984-87) et à l' Université de Montréal en études cinématographiques (1987-92). Bien qu'il soit l'auteur de quelques courts métrages primés, il est connu surtout comme le rédacteur en chef du magazine Fugues, qu’il a transformé dès son arrivée en 1994 et qu’il dirige encore aujourd'hui.

## Réalisation de films
Yves Lafontaine est l'auteur de quatre courts métrages — Mémoire de Lavoir, Corpusculaire, L'Homme hippocampe et J'entends le Noir (with English subtitles) — qui se sont tous mérités des prix. Il appartient à la mouvance de cinéastes expérimentaux, issus de l'Université de Montréal, qui ont été actifs autour de la fin de la décennie 1980 et du début de la décennie 1990. En 1991, il reçoit pour le film J'entends le Noir (with English subtitles), le Prix Claude-Jutra pour la relève, remis chaque année au jeune cinéaste le plus prometteur, lors des Rendez-vous du Cinéma Québécois,.
Il a aussi travaillé comme directeur de production ou assistant de production sur plusieurs films (1988-92) et il a notamment cofondé Images en Stock (en 1990) une coopérative (aujourd’hui disparue) de distribution de courts et moyens métrages.

## Organisation de festivals
De 1993 à 1999, il a été impliqué dans l'équipe de coordination de Diffusions gaies et lesbiennes du Québec (DGLQ), qui organise chaque année le festival Image & Nation gaie et lesbienne. Il était notamment directeur de la programmation et responsable des communications,.
Avec René Lavoie, il a organisé, en 1995, le premier Festival du Film sur le VIH/sida à Montréal, qui a connu une seconde édition en 1996 sous sa direction.

## Journalisme et édition
Pendant ses études secondaires, collégiales et universitaires, il a collaboré à plusieurs publications étudiantes (La Greffe, L'Hypothèque, Continuum). Il a dirigé le journal étudiant du Cégep André-Grasset, La Greffe, en 1983-84.
Pendant sept ans (1988-95) il a signé des entrevues et des critiques de films pour la revue de cinéma 24 Images.
Arrivé en février 1994, Yves Lafontaine est responsable de la transformation de Fugues en véritable magazine d’information LGBT. D'abord journaliste, il devient rapidement le rédacteur en chef du magazine, avant de cumuler le rôle de directeur à partir de 2002. Outre Fugues, il a également dirigé la rédaction du journal Village, aujourd'hui disparu (1996-1998), ainsi que celle du Guide Arc-en-ciel/Quebec Rainbow Guide (de 1998 à 2019) et du magazine DécorHomme (de 2007 - 2023) dont le contenu a été incorporé à Fugues en 2024.
Depuis 1996, il participe à l'élaboration de nombreux concepts publicitaires et de campagnes de publicité, tant locales que nationales, reliés à la communauté LGBT, pour diverses entreprises (dont Desjardins et Banque Royale) et organismes (Fondation Émergence, Image+Nation, Gai Écoute, DiversCité) et il est à l'origine des stratégies de diffusion numérique des publications des Éditions Nitram et maintenant Groupe Hom.
Il a siégé dans plusieurs jurys (entre autres pour les Prix Arc-en-ciel, Phénicia, le festival Image+Nation et le Prix jeune entrepreneur gai du Québec)[réf. nécessaire].

## Récompenses et distinctions
- 1991 : Récipiendaire du Prix Claude-Jutra pour la relève, remis au jeune cinéaste le plus prometteur[3].
- 2006 : Hommage aux héros — Fondation Farha[5]
- 2010 : Prix Reconnaissance lors du Festival Black & Blue 2010[6]
- 2014 : Récipiendaire du Prix Honoris qui vise à reconnaître lors du Gala Arc-en-ciel le travail des pionniers de la communauté LGBT afin de réaliser le chemin parcouru depuis des décennies)[7].

## Filmographie

### Film de fiction
- 1989 : Mémoire de lavoir (Canada : Québec, court métrage)[8].

### Films expérimentaux
- 1990 : Corpusculaire (Canada : Québec, court métrage) [9] qu'il est possible de visionner sur le site du ditributeur français Lightcone.
- 1991 : J'entends le noir (with English subtitles) (Canada : Québec, court métrage)	[10].
- 1992 : L'homme hippocampe (Canada : Québec, court métrage) [11].